# Afrikaanse snoekzalmen
Afrikaanse snoekzalmen (Hepsetidae) zijn een familie van straalvinnige vissen uit de orde van Karperzalmachtigen (Characiformes).

## Geslacht
- Hepsetus Swainson, 1838